# ضوء مضاد للتصادم
الأضواء المضادة للتصادم، (Anti-collision lights) والمعروفة أيضًا باسم أضواء منارة (Beacon lights) أو أضواء ستروب (Strobe lights) هي مجموعة من الأضواء المطلوبة في كل طائرة لتحسين الرؤية للآخرين، بالإضافة إلى تدابير تجنب الاصطدام عن طريق تحذير الطيارين الآخرين. من الناحية التاريخية، استخدمت المصابيح المتوهجة، ولكن تم مؤخرًا استخدام الثنائيات الباعثة للضوء (ليد).

## أنواع الضوء المضاد للتصادم

### منارة
أضواء المنارة (Beacon lights) هي أضواء حمراء تومض مثبتة على الجزء العلوي والسفلي من جسم الطائرة عادةً على متن طائرة الركاب الأكبر. والغرض منها هو تنبيه الطاقم الأرضي والطائرات الأخرى إلى أن محركًا ما سيبدأ التشغيل أو أنه في طور التشغيل أو الإغلاق، أو أن الطائرة على وشك البدء في التحرك. يدور بعضها لإنتاج تأثير وامض، مما يزيد من فرصة ملاحظتها. تكون أضواء المنارة ساطعة بدرجة كافية بحيث يمكن رؤيتها من الأرض، ويمكن استخدامها لتحديد هوية الطائرات من الأرض في الظروف المظلمة أو الملبدة بالغيوم حيث لا تكون الطائرة نفسها مرئية تمامًا.

### ستروب

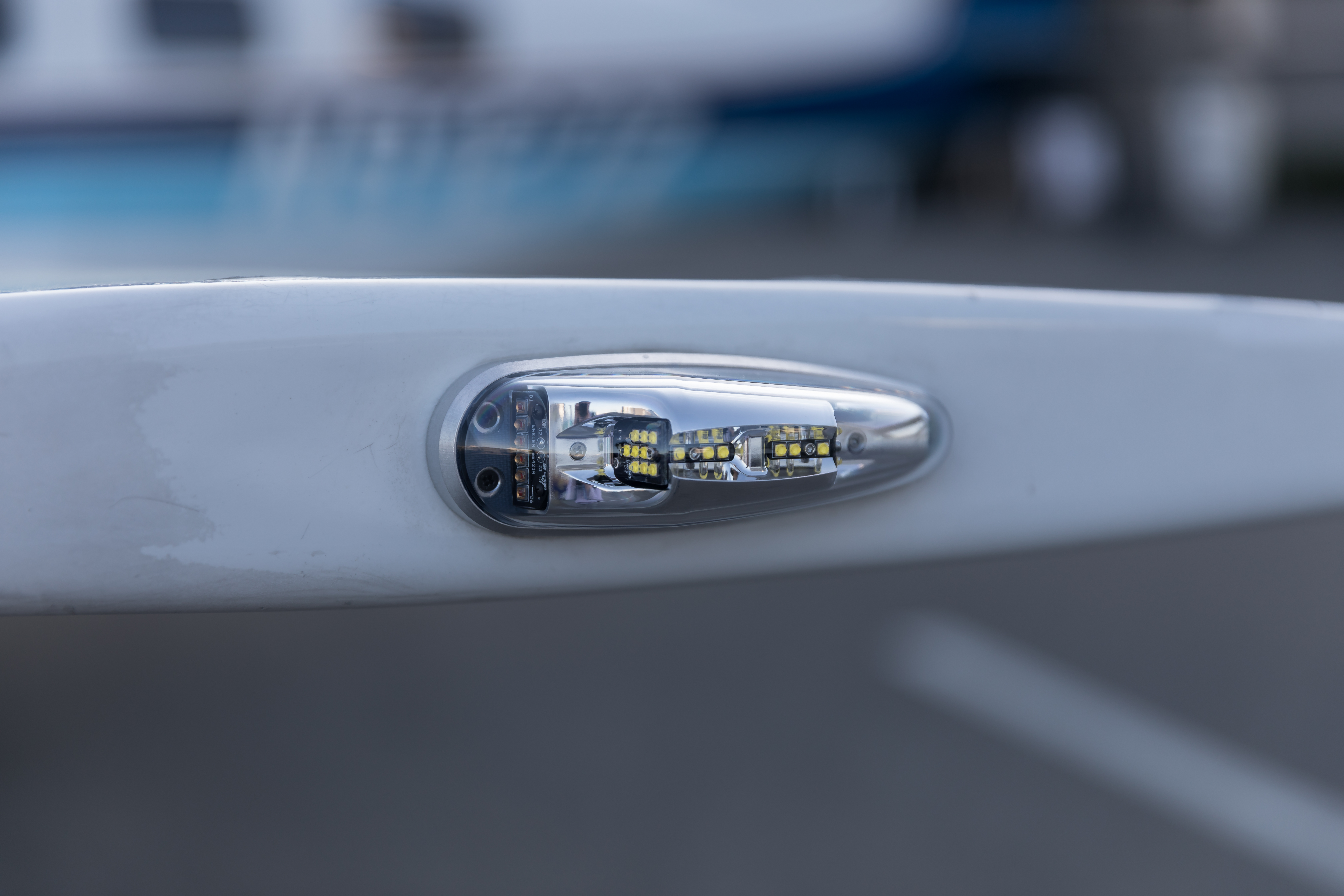
عرض تفصيلي لضوء ستروب الأيسر لطائرة بايبر ماليبو

أضواء ستروب باللون الأبيض تومض في أقصى اليسار واليمين وعلى النقاط الخلفية للطائرات الكبيرة وبعض الطائرات الأصغر. وتعد من أكثر الأضواء سطوعًا على الطائرة، وتُستخدم للإشارة إلى أن طائرة تدخل أو تقترب من مدرج نشط، أو للرؤية في سماء صافية ومظلمة. يتم إيقاف تشغيلها أحيانًا بسبب السحب أو الضباب، حيث يمكنها تقليل رؤية الطيار خارج الطائرة عن طريق عكس جزيئات الماء.